# آبشار راثنا
آبشار راثنا (به انگلیسی: Rathna Ella) آبشاری است که در سری‌لانکا واقع شده و ارتفاع کلی ریزشگاه آن ۱۰۰ متر است.